# Conflict: Denied Ops
Conflict: Denied Ops — компьютерная игра в жанре тактического шутера с видом от первого лица, являющаяся пятой частью серии Conflict. Разработана британской компанией Pivotal Games для платформ Xbox 360, PlayStation 3 и Windows. Русскоязычную версию выпустила компания 1С. Концепция игры основана на чрезвычайно популярном совместном прохождении одиночной кампании, при этом игроки могут меняться местами, переключаясь с одного на другого персонажа.

## Описание игры
Двум агентам ЦРУ предстоит объехать земной шар, чтобы на мировой политической арене воцарился закон и порядок. Бескомпромиссным борцам за демократию придется найти и обезвредить ядерное оружие, которое новое правительство Венесуэлы сложными путями приобрело у африканского алмазного короля, чтобы грозить Объединенным нациям. Затем они отправятся в Руанду, чтобы найти поставщика и напасть на след производителя урана, который является сумасшедшим профессором, состоящим на службе у влиятельного босса русской мафии. Но это далеко не все приключения, которые ждут агентов Грейвса и Лэнга.

## Особенности игры
Огромный выбор предлагаемых кампаний и миссий, определяющих развитие основной интриги, предоставляющее игроку свободу выбора (все миссии игры будут доступны после полного прохождения игры).
Проработанный искусственный интеллект врагов. 
Реалистичное взаимодействие с предметами и разрушаемое окружение. 
Новейшее технологическое оснащение бойцов: мощная оптика и микрокамеры, системы спутниковой навигации и наблюдения. 
Режим совместного прохождения одиночной компании для двух пользователей, одновременная парная игра в мультиплеере, а также множество других вариантов организации игрового процесса.

## Оценки
| Сводный рейтинг | Сводный рейтинг | Сводный рейтинг | Сводный рейтинг |
| Издание         | Оценка          | Оценка          | Оценка          |
| Издание         | PC              | PS3             | Xbox 360        |
| --------------- | --------------- | --------------- | --------------- |
| GameRankings    | 57,77 %         | 49,82 %         | 52,90 %         |

Сайт Metacritic поставил ПК-версии 58/100, версии для PlayStation 3 51/100, версии для Xbox 360 52/100.